# Okręg wyborczy nr 57 do Senatu Rzeczypospolitej Polskiej
Okręg wyborczy nr 57 do Senatu Rzeczypospolitej Polskiej obejmuje obszar powiatów brzozowskiego, jasielskiego, krośnieńskiego oraz miasta na prawach powiatu Krosna (województwo podkarpackie). Wybierany jest w nim 1 senator na zasadzie większości względnej.
Utworzony został w 2011 na podstawie Kodeksu wyborczego. Po raz pierwszy zorganizowano w nim wybory 9 października 2011. Wcześniej obszar okręgu nr 57 należał do okręgu nr 21.
Siedzibą okręgowej komisji wyborczej jest Krosno.

## Reprezentant okręgu
| Rok  | Rok  | Senator      | Komitet wyborczy       |
| ---- | ---- | ------------ | ---------------------- |
|      | 2011 | Alicja Zając | Prawo i Sprawiedliwość |
| 2015 |      | Alicja Zając | Prawo i Sprawiedliwość |
| 2019 |      | Alicja Zając | Prawo i Sprawiedliwość |
| 2023 |      | Alicja Zając | Prawo i Sprawiedliwość |

## Wyniki wyborów
Symbolem „●” oznaczono senator ubiegającą się o reelekcję.

### Wybory parlamentarne 2011
| Kandydat                                                                                     | Kandydat        | Komitet wyborczy                    | Głosów | Głosów | Głosów |
| Kandydat                                                                                     | Kandydat        | Komitet wyborczy                    | Liczba | %      | +/–    |
| -------------------------------------------------------------------------------------------- | --------------- | ----------------------------------- | ------ | ------ | ------ |
|                                                                                              | Alicja Zając ●  | Prawo i Sprawiedliwość              | 63 552 | 53,71  | –      |
|                                                                                              | Joanna Frydrych | Platforma Obywatelska RP            | 27 196 | 22,98  | –      |
|                                                                                              | Antoni Wydro    | Polskie Stronnictwo Ludowe          | 13 317 | 11,25  | –      |
|                                                                                              | Roman Karaś     | Sojusz Lewicy Demokratycznej        | 9945   | 8,40   | –      |
|                                                                                              | Grażyna Szelc   | Partia Demokratyczna – demokraci.pl | 4314   | 3,65   | –      |
| Frekwencja: 43,75% Liczba głosów ważnych: 99 625 (97,03%) Źródło: Państwowa Komisja Wyborcza |                 |                                     |        |        |        |

● Alicja Zając reprezentowała w Senacie VII kadencji (2007–2011) okręg nr 21 (została wybrana w 2010).

### Wybory parlamentarne 2015
| Kandydat                                                                                      | Kandydat         | Komitet wyborczy                        | Głosów | Głosów | Głosów |
| Kandydat                                                                                      | Kandydat         | Komitet wyborczy                        | Liczba | %      | +/–    |
| --------------------------------------------------------------------------------------------- | ---------------- | --------------------------------------- | ------ | ------ | ------ |
|                                                                                               | Alicja Zając ●   | Prawo i Sprawiedliwość                  | 77 101 | 58,71  | +5,00  |
|                                                                                               | Stanisław Słyś   | Platforma Obywatelska RP                | 19 085 | 14,53  | –8,45  |
|                                                                                               | Andrzej Guzik    | KWW JOW Bezpartyjni                     | 12 201 | 9,29   | –      |
|                                                                                               | Joanna Bril      | Polskie Stronnictwo Ludowe              | 9961   | 7,59   | –3,66  |
|                                                                                               | Edyta Wiśniowska | Ruch Narodowy                           | 5462   | 4,16   | –      |
|                                                                                               | Agnieszka Łącka  | KWW Pomocna Dłoń – Bezrobocie           | 5079   | 3,87   | –      |
|                                                                                               | Paweł Helnarski  | KWW Demokracja Obywatelska Równe Szanse | 2429   | 1,85   | –      |
| Frekwencja: 49,18% Liczba głosów ważnych: 131 318 (97,38%) Źródło: Państwowa Komisja Wyborcza |                  |                                         |        |        |        |

### Wybory parlamentarne 2019
| Kandydat                                                                                      | Kandydat           | Komitet wyborczy                           | Głosów  | Głosów | Głosów |
| Kandydat                                                                                      | Kandydat           | Komitet wyborczy                           | Liczba  | %      | +/–    |
| --------------------------------------------------------------------------------------------- | ------------------ | ------------------------------------------ | ------- | ------ | ------ |
|                                                                                               | Alicja Zając ●     | Prawo i Sprawiedliwość                     | 100 300 | 65,49  | +6,78  |
|                                                                                               | Daria Balon        | KKW Koalicja Obywatelska PO .N iPL Zieloni | 36 233  | 23,66  | +9,13  |
|                                                                                               | Ryszard Skotniczny | KWW Ryszarda Skotnicznego                  | 16 612  | 10,85  | –      |
| Frekwencja: 57,55% Liczba głosów ważnych: 153 145 (98,02%) Źródło: Państwowa Komisja Wyborcza |                    |                                            |         |        |        |

### Wybory parlamentarne 2023
| Kandydat                                                                                      | Kandydat           | Komitet wyborczy                     | Głosów | Głosów | Głosów |
| Kandydat                                                                                      | Kandydat           | Komitet wyborczy                     | Liczba | %      | +/–    |
| --------------------------------------------------------------------------------------------- | ------------------ | ------------------------------------ | ------ | ------ | ------ |
|                                                                                               | Alicja Zając ●     | Prawo i Sprawiedliwość               | 98 783 | 56,72  | –8,77  |
|                                                                                               | Stanisław Szałajko | Nowa Lewica                          | 37 590 | 21,58  | –      |
|                                                                                               | Janusz Serwiński   | Konfederacja Wolność i Niepodległość | 20 172 | 11,58  | –      |
|                                                                                               | Tomasz Legeny      | Bezpartyjni Samorządowcy             | 17 620 | 10,12  | –      |
| Frekwencja: 68,79% Liczba głosów ważnych: 174 165 (98,08%) Źródło: Państwowa Komisja Wyborcza |                    |                                      |        |        |        |